# Ali Wong
Alexandra Dawn "Ali" Wong (sinh ngày 19 tháng 4 năm 1982) là một diễn viên hài độc thoại và diễn viên người Mỹ. Cô được biết đến rộng rãi qua các phần trình diễn hài độc thoại độc quyền trên Netflix bao gồm: Nữ Quyền (2016), Nàng Vợ Khó Ở (2018), và "Anh" Wong (2022). Cô đảm nhận vai chính, sản xuất và biên kịch phim điện ảnh chiếu qua mạng Mãi là người thương (2019).
Wong cũng từng tham gia các chưong trình của đài ABC, gồm American Housewife và trước đó là các chương trình như Inside Amy Schumer, Black Box, và Are You There, Chelsea? Cô là biên kịch cho ba mùa đầu tiên của bộ sitcom Fresh Off the Boat. Cô lồng tiếng cho nhân vật Roberta "Bertie" Songthrush trong phim hoạt hình dài tập Tuca & Bertie và Ali trong phim hoạt hình dài tập Lắm chuyện. Wong nằm trong danh sách 100 nhân vật gây ảnh hưởng nhất của tạp chí Time năm 2020.

## Thiếu thời
Alexandra Dawn Wong sinh ra trong khu dân cư Pacific Heights tại San Francisco, California, ngày 19 tháng 4 năm 1982, là bé út trong một gia đình bốn con. Người mẹ gốc Việt của cô, Tam "Tammy" Wong, rời Huế năm 1960 để làm nhân viên xã hội ở Hoa Kỳ. Cha cô là người Mỹ gốc Hoa, Adolphus Wong (1937–2011), là một bác sĩ gây mê đã làm việc cho Kaiser Permanente trong 30 năm.
Năm 2000, Wong tốt nghiệp trường San Francisco University High School, và cũng là hội trưởng hội học sinh lúc đó. Cô theo học chuyên ngành nghiên cứu về người Mỹ gốc Á tại UCLA và phát hiện ra niềm đam mê biểu diễn khi tham gia làm thành viên của LCC Theatre Company, đơn vi trực thuộc UCLA và là công ty sân khấu biểu diễn trực thuộc đại học dành cho người Mỹ gốc Á lớn và lâu đời nhất Hoa Kỳ. Cô đã dành một kỳ nghỉ hè làm thêm tại The Lair of the Golden Bear, một trại hè gia đình cho cựu sinh viên UC Berkeley và đã dành thời gian về thăm Hà Nội khi còn là tân sinh viên. Cô tốt nghiệp hạng xuất sắc với bằng cử nhân về nghiên cứu người Mỹ gốc Á năm 2005. Sau khi tốt nghiệp đại học, cô theo học chương trình Fulbright tại Việt Nam.

## Sự nghiệp

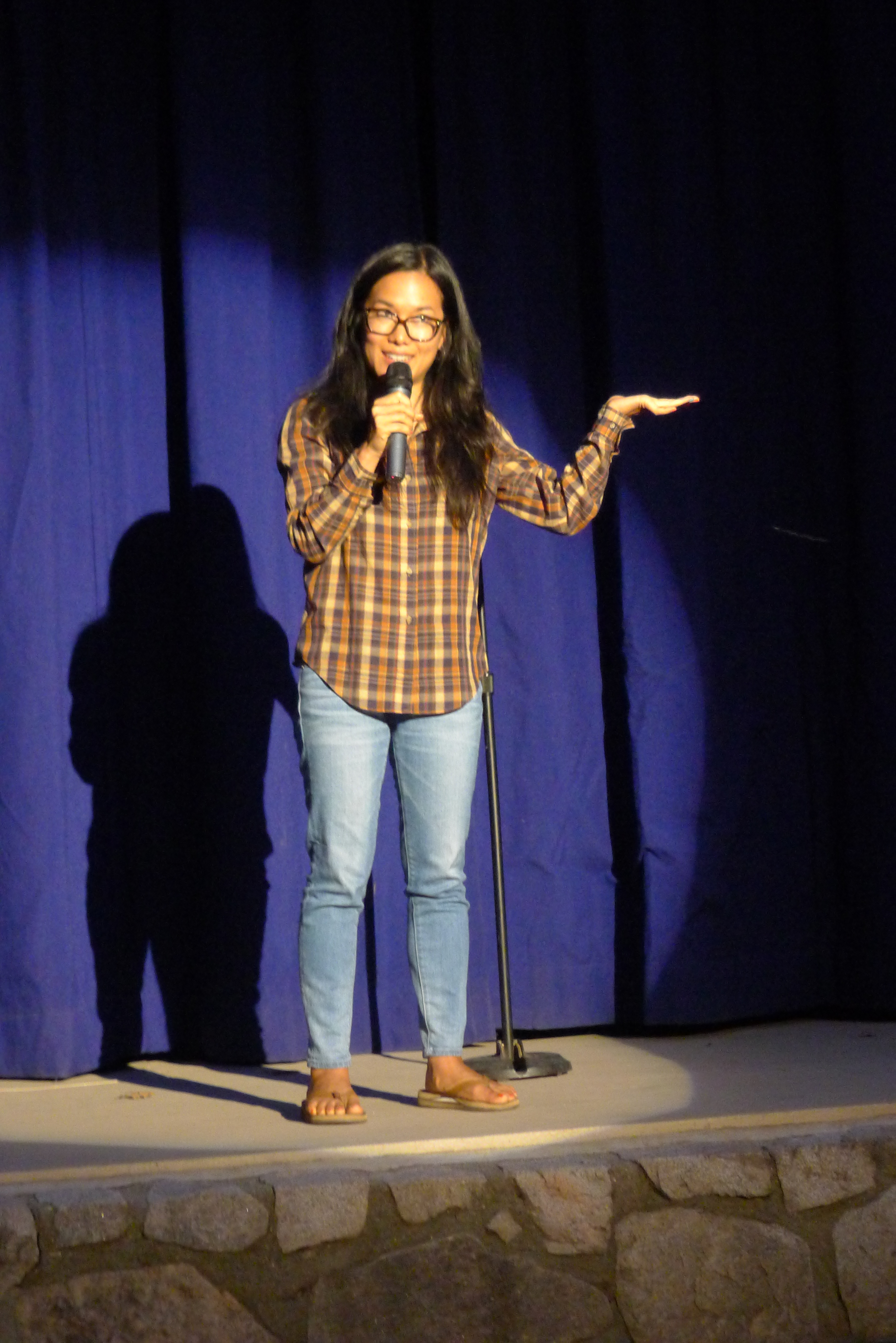
Wong biểu diễn vào năm 2013

Sau khi tốt nghiệp đại học, Wong lần đầu thử diễn hài độc thoại năm 23 tuổi. Cô sớm chuyển đến New York để theo nghiệp hài, và bắt đầu trình diễn đến tối đa chín lần một đêm.
Năm 2011, Variety vinh danh cô trong danh sách "10 nghệ sĩ hài độc thoại đáng chú ý". Không lâu sau đó, cô xuất hiện trên The Tonight Show, John Oliver's New York Stand Up Show và Dave Attell's Comedy Underground Show. Cô cũng được vai chính trong loại phim hài dài tập của đài NBC tên là Are You There, Chelsea? và xuất hiện trên Chelsea Lately. Sau đó, cô xuất hiện trên Best Week Ever của đài VH1 và Hey Girl trên kênh MTV năm 2013. Ngoài ra, Wong còn tham gia phim Savages của đạo diễn Oliver Stone, đóng cùng Benicio Del Toro và Salma Hayek, vài thủ vai Kate trong phim Dealin' with Idiots.
Từ năm 2014, Wong thủ vai Bác sỹ Lina Lark trong loạt phim drama bệnh viện Black Box của đài ABC, đóng cùng Kelly Reilly và Vanessa Redgrave. Từ đó, cô tiếp tục tham gia vai khách mời trong nhiều tập của phim Inside Amy Schumer. Wong chấp bút kịch bản cho loạt phim Fresh Off the Boat từ năm 2014. Randall Park, người thủ vai chính trong phim đã đề cử Wong cho vai trò biên kịch.
Vào ngày Ngày của Mẹ năm 2016, Netflix ra mắt chương trình hài độc thoại tên là Baby Cobra (tựa Việt: Nữ quyền); chương trình được quay vào tháng Chín năm 2015, khi Wong mang bầu bảy tháng đứa con đầu lòng tại nhà hát Neptune ở Seattle. Theo nhận xét của New York Magazine, " Chương trình đặc biệt được ra mắt trên Netflix như là một giây phút khai sinh một ngôi sao có thể kết nối khẩu vị của những fan "mặn mòi" nhất. Ngày 11 tháng 9 năm 2016, Wong phát biểu và đi catwalk trong show ra mắt Tuần lễ thời trang New York. Từ Tháng 10 năm 2016, Wong bắt đầu tham gia diễn xuất trong chương trình sitcom American Housewife của đài ABC . Ngày 13 tháng 5 năm 2018, Wong được Netflix cho ra mắt chương trình hài độc thoại đặc biệt thứ hai mang tên Hard Knock Wife (tạm dịch: Nàng Vợ Khó Ở). Chương trình được quay cuối tháng chín năm 2017 tại nhà hát Winter Garden ở Toronto trong lúc cô lại có bầu bảy tháng với đứa con thứ hai. Năm 2018, cô lồng tiếng nhân vật Citrus Twisty, một vị thần nước có ga, trong một tập phim của OK K.O.! Let's Be Heroes.
Wong đóng chính cùng Randall Park trong bộ phim chiếu trên mạng năm 2019 của Netflix tựa đề Always Be My Maybe (tựa Việt: Mãi là người thương), đạo diễn bởi Nahnatchka Khan, và biên kịch bởi Wong, Park, và Michael Golamco. Wong lồng tiếng nhân vật Bertie trong show hoạt hình của Netflix tên Tuca & Bertie.
Ngày 15 tháng 10 năm 2019, Wong ra mắt sách tên Dear Girls: Intimate Tales, Untold Secrets and Advice for Living Your Best Life (tạm dịch: Gửi hai đứa: chuyện nhỏ, bí mật không tiết lộ và lời khuyên để sống trọn phút giây). Cô thiết kế sách như một cẩm nang sống cho hai con gái khi chúng trở thành người lớn.
Tháng 2 năm 2022, Wong ra mắt chương trình hài kịch độc thoại trên Netflix thứ ba tên Don Wong (tạm dịch: "Anh" Wong). Đây là chương trình hài độc thoại đầu tiên mà cô không diễn khi đang mang bầu.

## Đời tư
Wong gặp Justin Hakuta, phó chủ tịch mảng sản phẩm tại công ty chăm sóc sức khỏe GoodRx và là con trai của nhà phát minh Ken Hakuta, tại một đám cưới của người quen năm 2010. Họ cưới nhau năm 2014, và có hai con gái là Mari and Nikki.  Wong đã khá cởi mở về việc sẩy thai một cặp sinh đôi trước khi đậu thai với đứa con gái đầu lòng. Cô nói rằng việc thả miếng về việc sảy thai khi diễn hài đã giúp cô nhẹ lòng hơn.
Tháng 4 năm 2022, Wong và Hakuta tuyên bố đã ký đơn li dị.

## Các phim đã tham gia

### Vai trò diễn viên
| Năm phát hành | Tựa phim                                                      | Vai diễn                            | ghi chú                                 |
| ------------- | ------------------------------------------------------------- | ----------------------------------- | --------------------------------------- |
| 2011          | Breaking In                                                   | Ana Ng                              | 3 tập                                   |
| 2012          | Are You There, Chelsea?                                       | Olivia                              | 12 tập                                  |
| 2012          | Savages                                                       | Claire                              |                                         |
| 2013          | Dealin' with Idiots                                           | Katieie                             |                                         |
| 2014          | Black Box                                                     | Bác sỹ Lina Lark                    | 13 tập                                  |
| 2014–2015     | Inside Amy Schumer                                            | Nhiều vai khác nhau                 | 3 tập                                   |
| 2015          | BoJack Horseman                                               | Maddy (lồng tiếng)                  | Tập phim: "Escape from L.A."            |
| 2016          | Animals.                                                      | Dana (lồng tiếng)                   | Tập phim: "Rats"                        |
| 2016          | The Angry Birds Movie                                         | Betty Bird (lồng tiếng)             |                                         |
| 2016–2021     | American Housewife                                            | Doris                               | Trong tuyến nhân vật chính              |
| 2017          | Fresh Off the Boat                                            | Margot                              | Tập phim: "The Flush"                   |
| 2017          | The Lego Ninjago Movie                                        | General Olivia (lồng tiếng)         |                                         |
| 2017          | Father Figures                                                | Ali                                 |                                         |
| 2018          | Wreck-It Ralph 2: Phá đảo thế giới ảo                         | Felony (lồng tiếng)                 |                                         |
| 2018          | OK K.O.! Let's Be Heroes                                      | Twisty (lồng tiếng)                 | Tập phim: "Soda Genie"                  |
| 2018          | Ask the Storybots                                             | The Brain                           | Tập phim: "How Do Ears Hear?"           |
| 2019–2022     | Tuca & Bertie                                                 | Bertie (lồng tiếng)                 | Vai chính                               |
| 2019          | Mãi là người thương                                           | Sasha Tran                          | kiêm biên kịch và sản xuất              |
| 2019–nay      | Lắm chuyện                                                    | Ali                                 | 14 tập                                  |
| 2020          | Birds of Prey                                                 | Ellen Yee                           |                                         |
| 2020          | Truy tìm phép thuật                                           | Gore (lồng tiếng)                   |                                         |
| 2020          | Love, Victor                                                  | Cô Thomas                           | vai phụ                                 |
| 2020          | Phim điện ảnh Phineas and Ferb: Candace một mình chống vũ trụ | Super Super Big Doctor (lồng tiếng) |                                         |
| 2022          | Human Resources                                               | Becca (lồng tiếng)                  | Vai chính, phần phim thêm của Big Mouth |
| 2022          | Paper Girls                                                   | Erin                                | vai phụ                                 |

### Tham gia không cần diễn xuất
| Năm phát hành        | Tựa đề                          | Ghi chú |
| -------------------- | ------------------------------- | --- |
| 2012                 | Chelsea Lately                  | 9 tập |
| 2013                 | Hey Girl                        | 5 tập |
| 2013                 | Best Week Ever                  | 16 tập |
| 2016                 | Ali Wong: Nữ Quyền              | Hài kịch đặc biệt của Netflix                                                                                          |
| 2017                 | The Hero                        | phim điện ảnh |
| 2017                 | Bill Nye Giải Cứu Thế Giới      | Mùa 2 tập 4 - Netflix                                                                                                  |
| 2018                 | Món ngon xấu xí                 | Mùa 1 tập 8 - Netflix                                                                                                  |
| 2018                 | Ali Wong: Nàng Vợ Khó Ở         | Hài kịch đặc biệt của Netflix                                                                                          |
| 28 tháng 5 năm 2019  | The Ellen DeGeneres Show        | Hai mục: "Ali Wong hạnh phúc vô biên khi được hôn Daniel Dae Kim" và "Ali Wong và Twitch chơi trò bịt mắt nếm món ăn'" |
| 23 tháng 10 năm 2019 | The Daily Show with Trevor Noah | Hai mục: "Bài học dạy con gái trong sách Dear Girls" và "Cuộc sống của một Nữ Comic độc thoại"                         |
| 24 tháng 10 năm 2019 | The Ellen Show                  | Hai mục: "Lần Ali Wong quắc cần câu khi gặp Eddie Murphy" and "Ali Wong có muốn con gái đi diễn hài không"             |
| 9 tháng 5 năm 2022   | Celebrity IOU                   | "Lần sửa nhà bí mật của Ali Wong"                                                                                      |
| 2022                 | Ali Wong: "Anh" Wong            | Hài kịch đặc biệt của Netflix                                                                                          |